# إهمال

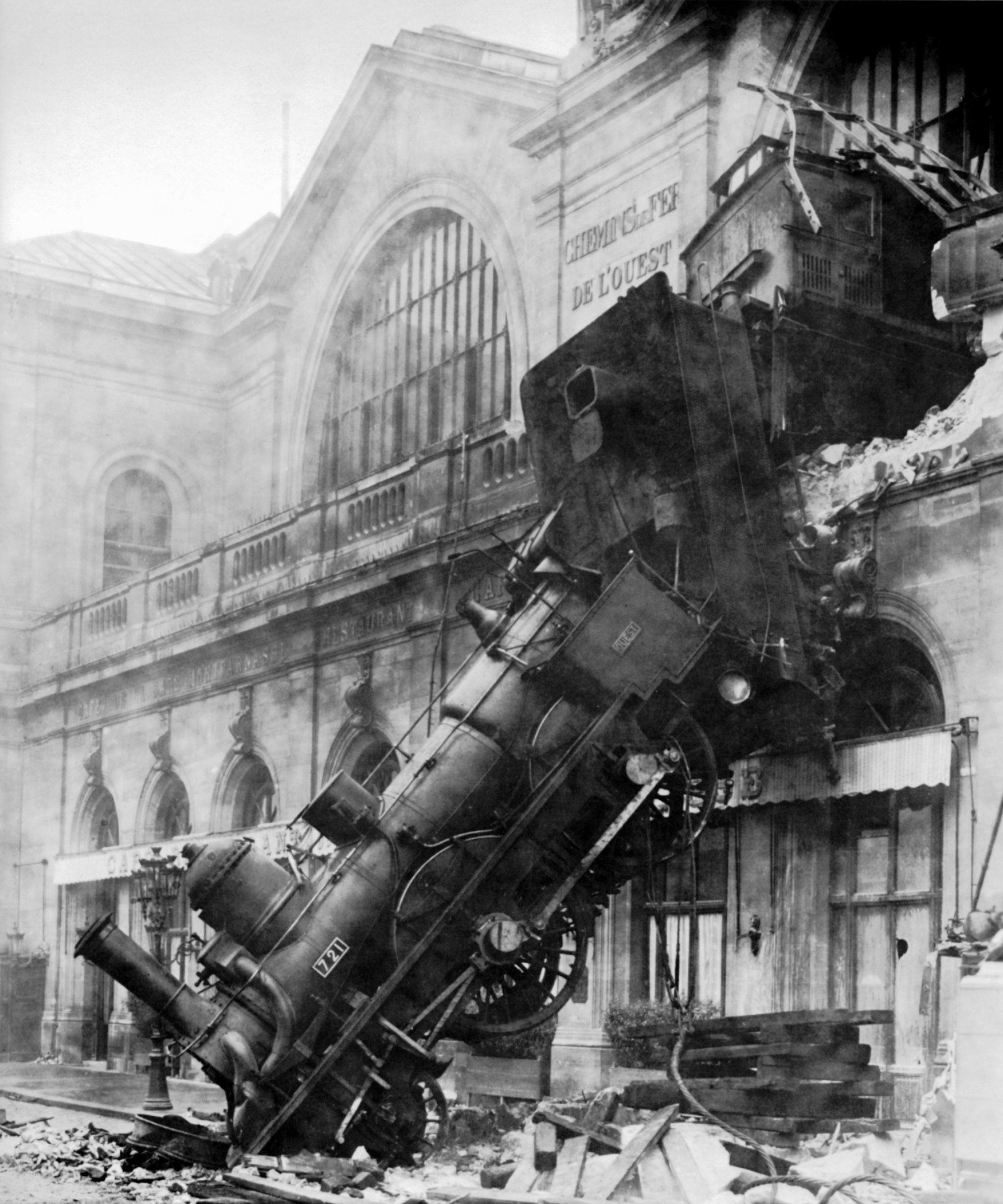
الإهمال يمكن أن يؤدي إلى هذا النوع من الحوادث: تحطم قطار في جار مونبارناس في 1895.

الإهمال هو نوع من الضرر أو الجرم، جنائياً كان أم مدنياً، يستحق عقوبة جزائية.
والإهمال يستشري في الدول المتخلفة لغياب الوازع أو الرادع.